# جيوفيزياء جنائية
الجيوفيزياء الجنائية (الإنجليزية: Forensic geophysics) هي فرع من فروع علم الأدلة الجنائية وهي دراسة وبحث وتحديد موقع ورسم خرائط للأشياء أو العناصر المدفونة تحت التربة أو الماء، باستخدام أدوات الجيوفيزياء لأغراض قانونية. هناك تقنيات جيوفيزيائية مختلفة للتحقيقات الجنائية حيث يتم دفن الأهداف ولها أبعاد مختلفة (من الأسلحة أو البراميل المعدنية إلى الدفن البشري والمخابئ). تتمتع الطرق الجيوفيزيائية بالقدرة على المساعدة في البحث عن هذه الأهداف وانتشالها، إذ تتيح لها التحقيق بسرعة ودون تدمير مساحات شاسعة، حيث يُختبئ في باطن الأرض هدفٌ مشتبه به، أو مدفون بشكل غير قانوني، أو بشكل عام، هدفٌ جنائي. فعندما يكون هناك تباين في الخصائص الفيزيائية بين الهدف والمادة المدفونة فيه، يُمكن تحديد مكان اختبائه بدقة. كما يُمكن التعرّف على أدلة على وجود أعمال حفر أو استخدام بشري للتربة، سواءً كانت حديثة أو قديمة. تُعد الجيوفيزياء الجنائية تقنيةً متطورةً تكتسب شعبيةً ومكانةً مرموقةً في أجهزة إنفاذ القانون.
من الواضح أن البحث عن الآثار يشمل القبور السرية لضحايا جرائم قتل، بالإضافة إلى مدافن مجهولة في المقابر، والأسلحة المستخدمة في الأنشطة الإجرامية، والجرائم البيئية التي تُلقي مواد بشكل غير قانوني.
هناك تقنيات جيوفيزيائية متنوعة يمكن استخدامها للكشف عن أجسام مدفونة قرب السطح، ويجب أن تكون هذه التقنيات خاصة بالموقع والحالة. يجب إجراء دراسة مكتبية شاملة (تشمل خرائط تاريخية)، ومسح للمرافق، واستطلاع للموقع، ودراسات مقارنة قبل إجراء المسوحات الجيوفيزيائية التجريبية، ثم إجراء مسوحات جيوفيزيائية كاملة على مراحل. تجدر الإشارة أيضًا إلى ضرورة استخدام تقنيات بحث أخرى لتحديد أولوية المناطق المشتبه بها، مثل كلاب البحث عن الجثث أو خبراء الجيومورفولوجيا الجنائية.

## انظر ايضا
علم الجيولوجيا العدلية